# Arquidiocese de Mendoza
A Arquidiocese de Mendoza (em latim: Archidiœcesis Mendozensis) é uma circunscrição eclesiástica da Igreja Católica situada em Mendoza, Argentina. Seu atual arcebispo é Marcelo Daniel Colombo. Sua Sé é a Catedral Nossa Senhora de Loreto.
Possui 66 paróquias servidas por 157 padres, contando com 1250000 habitantes, com 86,9% da população jurisdicionada batizada.

## História
A diocese de Mendoza foi erigida em 20 de abril de 1934 com a bula Nobilis Argentinae nationis do Papa Pio XI, a partir da área desmembrada da arquidiocese de San Juan de Cuyo, da qual originalmente era sufragânea.
Em 10 de abril de 1961 cedeu uma parte do seu território para a criação da diocese de San Rafael e também foi elevada ao posto de arquidiocese metropolitana com a bula Nobilis Argentina Respublica do Papa João XXIII.

## Território
A arquidiocese abrange 15 departamentos da província de Mendoza:
- Capital
- Godoy Cruz
- Guaymallén
- Junín
- La Paz
- Las Heras
- Lavalle
- Luján de Cuyo
- Maipú
- Rivadavia
- San Carlos
- San Martín
- Santa Rosa
- Tunuyán
- Tupungato

## Prelados
|                          | Nome                                | Período    | Notas                           |
| Arcebispos               | Arcebispos                          | Arcebispos | Arcebispos                      |
| ------------------------ | ----------------------------------- | ---------- | ------------------------------- |
| 6º                       | Marcelo Daniel Colombo              | 2018-atual |                                 |
| 5º                       | Carlos María Franzini †             | 2012-2017  |                                 |
| 4º                       | José María Arancibia                | 1996-2012  |                                 |
| 3º                       | Cándido Genaro Rubiolo †            | 1979-1996  |                                 |
| 2º                       | Olimpo Santiago Maresma †           | 1974-1979  |                                 |
| 1º                       | Alfonso María Buteler †             | 1961-1973  |                                 |
| Arcebispos--coadjutor    |                                     |            |                                 |
|                          | José María Arancibia                | 1993-1996  |                                 |
| Bispos-auxiliares        |                                     |            |                                 |
|                          | Marcelo Fabián Mazzitelli           | 2017-atual |                                 |
|                          | Dante Gustavo Braida Lorenzón       | 2015-2018  | Nomeado Bispo de La Rioja       |
|                          | Sergio Osvaldo Buenanueva           | 2008-2013  | Nomeado Bispo de San Francisco  |
|                          | Rafael Eleuterio Rey                | 1983-1991  | Nomeado Bispo de Zárate-Campana |
|                          | Olimpo Santiago Maresma             | 1965-1974  | Elevado a Arcebispo             |
|                          | José Miguel Medina                  | 1962-1965  | Nomeado Bispo de Jujuy          |
| Bispos                   |                                     |            |                                 |
| 2º                       | Alfonso María Buteler †             | 1940-1961  |                                 |
| 1º                       | José Aníbal Verdaguer y Corominas † | 1934-1940  |                                 |
| Administrador Apostólico |                                     |            |                                 |
|                          | Dante Gustavo Braida Lorenzón       | 2017-2018  |                                 |